# Przejście graniczne Krościenko-Chyrów
Przejście graniczne Krościenko-Chyrów – polsko-ukraińskie kolejowe przejście graniczne położone w województwie podkarpackim, w powiecie bieszczadzkim, w gminie Ustrzyki Dolne, w miejscowości Krościenko.
Przejście graniczne Krościenko-Chyrów, z miejscem wspólnej kontroli granicznej po stronie polskiej, powstało dzięki umowie między Rządem Rzeczypospolitej Polskiej a Rządem Ukrainy. Zostało otwarte 29 maja 1994 r. dla ruchu osobowego tylko obywateli Polski i Ukrainy, a następnie 1 lutego 2006 r. rozszerzono ruch graniczny o międzynarodowy ruch osobowy. W 2009 r. oddano do użytku nowy budynek odpraw i zadaszony peron do obsługi pasażerskich połączeń kolejowych na tym przejściu.
Przejście czynne jest przez całą dobę. Dopuszczony jest ruch osób i środków transportowych niezależnie od przynależności państwowej oraz mały ruch graniczny. Jest obsługiwane przez Placówkę Straży Granicznej w Krościenku. Kontrolę graniczną podróżnych oraz pociągów dokonuje się wewnątrz składów pociągów. Przejście graniczne jest formalnie czynne, jednak aktualnie (2019) nie kursują tędy żadne składy kolejowe.
W ciągu doby odprawiane były 2 pary pociągów międzynarodowych relacji Jasło – Chyrów – Jasło, jednak 10 listopada 2010 r. Przewozy Regionalne na stałe zawiesiły wszystkie planowe kursy pociągów osobowych przekraczających granicę. Kursowanie pociągów może być jednak w każdej chwili wznowione, gdyż infrastruktura pozwala na przywrócenie ruchu. 15 grudnia 2013 odcinek Nowy Zagórz-Krościenko na linii kolejowej nr 108, na której znajduje się przejście, został wyłączony z eksploatacji. 
Po wybuchu konfliktu zbrojnego na Ukrainie, 3 marca 2022 roku na linii kolejowej 108 na odcinku Krościenko Granica Państwa - Zagórz został wznowiony ruch pasażerski i z Kolejowego Przejścia Granicznego w Krościenku odjechał pierwszy pociąg z uchodźcami z Ukrainy relacji Krościenko Granica Państwa - Tarnów.